# 神戸らんぷ亭
神戸らんぷ亭（こうべらんぷてい）は、牛丼を主力商品とする外食チェーンストアで、株式会社神戸らんぷ亭が経営した。

## 概要
1993年にダイエーグループの一員として設立される。牛丼チェーン店では後発のため、知名度を求めて1号店を渋谷区恵比寿で開店した。
牛丼チェーン店「神戸らんぷ亭」をフランチャイズ方式で関東地方の東京都、埼玉県、千葉県、神奈川県へ展開し、店舗数は最大時に50店であった。
牛丼チェーン店のうちで早期の1995年に290円へ値下げし、2010年に醤油を使わない「塩牛丼」を開発するなど、一時期は売上額が牛丼業界5位となる。
2014年に一部の店舗を新業態のカツ丼専門店「かつ丼屋」へ転換した。
2015年にマックグループに買収されてグループのラーメン店「壱角家」へ転換され、7月31日までに全て閉店した。銀座店のみ「銀座らんぷ亭」として牛丼を含まないラーメン中心のメニュー構成で営業を再開し、2017年4月28日に閉店した。

## 沿革
- 1993年（平成5年）
  - 2月 - ダイエーグループの株式会社蔵椀が、牛丼事業を開始して恵比寿に1号店を開店する。
  - 8月25日 - ダイエーが全額出資して株式会社神戸らんぷ亭を設立する。
- 1994年（平成6年）2月 - 牛丼店のチェーン展開を開始。
- 2003年（平成15年）12月24日 - アメリカ合衆国でBSE感染疑いの牛が発見され、米国産牛肉の輸入が禁止となる。
- 2004年（平成16年）
  - 2月19日 - 当初は同年3月末で牛丼販売を休止する方針が、オーストラリア産牛肉の確保に目処が立ち、店舗は首都圏を中心で他牛丼チェーンに比して少ない事から、4月以降も牛丼販売の継続を発表する[7]。
  - 4月1日 - オーストラリア産牛肉へ切り替えて牛丼の販売を再開する。
- 2005年（平成17年）12月12日 - 親会社のダイエーが、全株式をITサービス企業ミツイワ株式会社へ譲渡し[8]、同社の子会社となる。
- 2008年（平成20年）9月1日 - 豪州産に加えメキシコ産牛肉を導入する。
- 2014年（平成26年）1月20日 - 田町店が「かつ丼屋」芝大門店へ転換し[2]、以降、いくつかの店舗がカツ丼屋に転換する。
- 2015年（平成27年）
  - 3月25日 - マックグループがミツイワから神戸らんぷ亭を買収したと発表[9][10]する。
  - 7月31日 - 神戸らんぷ亭が全て閉店し、のちに銀座店を除いて壱角家へ転換[4]する。
  - 8月31日 - 「かつ丼屋」末広町店が休業する[4]。
  - 9月10日 - 神戸らんぷ亭銀座店が「銀座らんぷ亭」として営業を再開する[5]。
- 2017年（平成29年）4月28日 - 「銀座らんぷ亭」が閉店する。
- 2018年（平成30年）3月1日 - 株式会社ガーデンに吸収合併されて解散する。

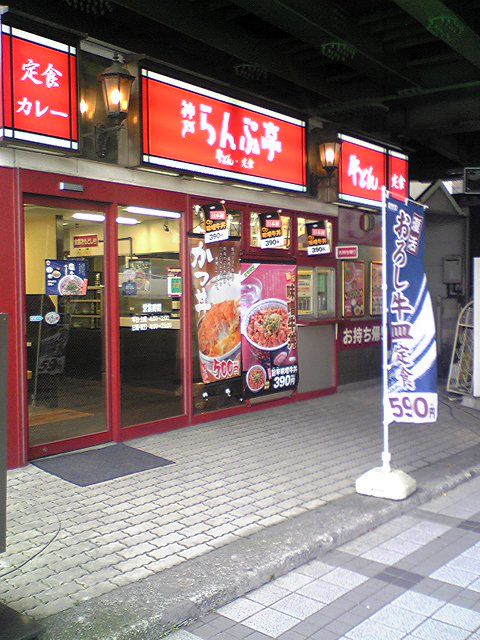
神戸らんぷ亭水道橋店
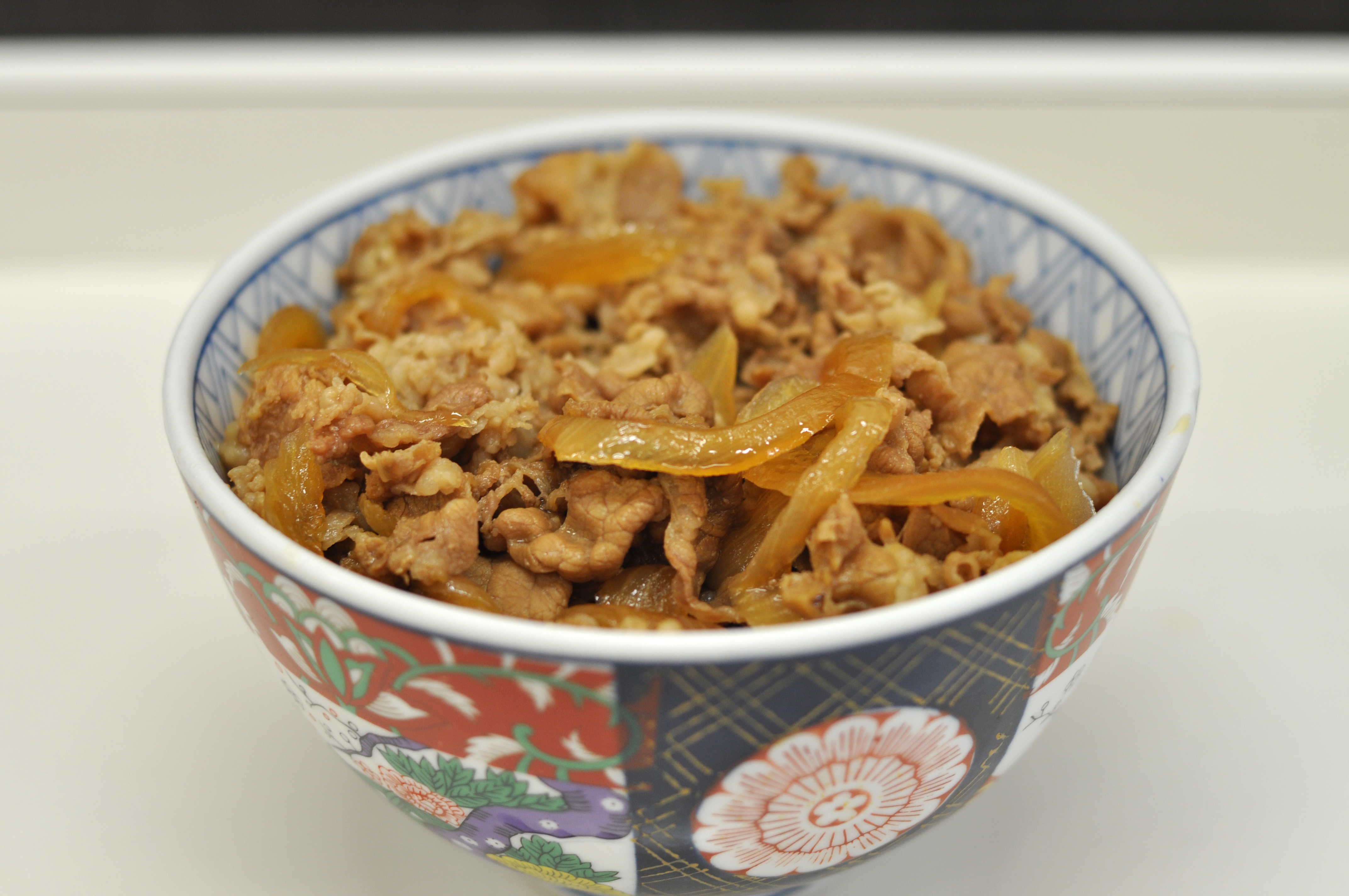
神戸らんぷ亭店時代の牛丼並盛り

### 社名の由来
牛丼店を運営する『神戸らんぷ亭』の社名と店舗名について諸説見られる。店舗は首都圏4都県のみで、神戸市を含む他地区の出店はなかった。
神戸
- 牛どんの発祥地は「神戸」[11]。
- 設立時の親会社ダイエーは、登記上本店所在地が神戸市であった。
- 文化先取の神戸は牛肉食を広めた。

らんぷ
- 文明開化の象徴で、暖かく人々をつつむ「らんぷ」の灯[11]。
- 庶民の心の灯になりたい大いなる心意気[11]。